# Idiostatus
Idiostatus é um género de insecto da família Tettigoniidae.
Este género contém as seguintes espécies:
- Idiostatus middlekaufi